# Mercedes MGP W01

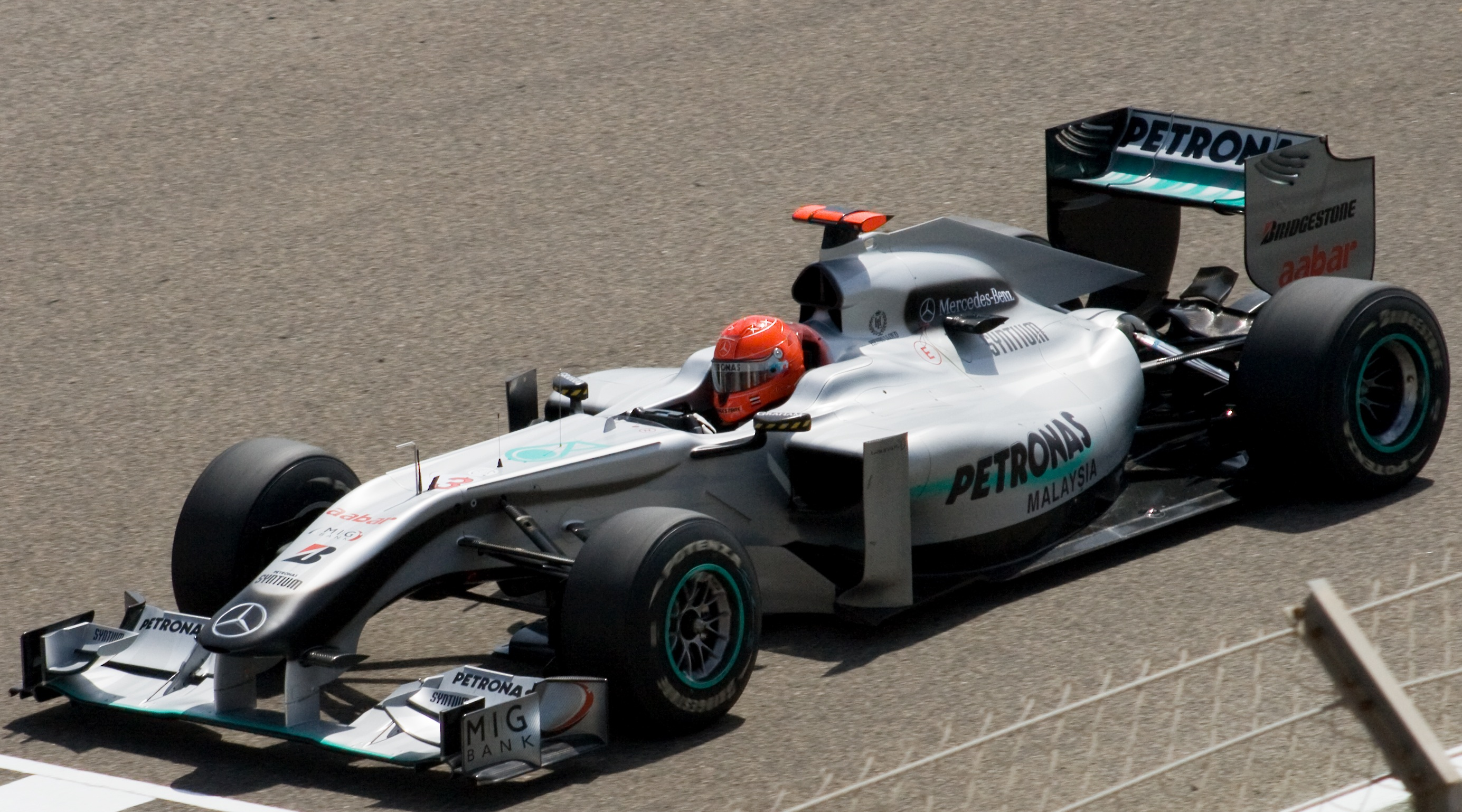
Schumacher in de W01

De Mercedes MGP W01 is een Formule 1-auto die in 2010 gebruikt werd door het Formule 1-team van Mercedes.

## Onthulling
De W01 werd op 1 februari 2010 onthuld op het Circuit Ricardo Tormo in Valencia. De kleurstelling was eerder al gepresenteerd in het Mercedes-Benz museum in Stuttgart, maar dit was op de Brawn GP auto van het vorige seizoen.

## Technisch
| Details         | Details                                | Details |
| --------------- | -------------------------------------- | ------- |
| Ontwerper       | Thomas Fuhr                            |         |
| Motor           | Mercedes 2400 cc V8 (90°)              |         |
| Chassis         | Koolstofvezel en honingraatcomposieten |         |
| Versnellingsbak | 7-traps semi-automaat                  |         |
| Gewicht         | 620 kg                                 |         |
| Brandstof       | Petronas                               |         |
| Banden          | Bridgestone                            |         |

McLaren MP4-25 ·
Mercedes MGP W01 ·
Red Bull RB6 ·
Ferrari F10 ·
Williams FW32 ·
Renault R30 ·
Force India VJM03 ·
Toro Rosso STR5 ·
Lotus T127 ·
HRT F110 ·
BMW Sauber C29 ·
Virgin VR-01